# Shadow of the Colossus
Shadow of the Colossus, lançado no Japão como Wander and the Colossus (ワンダと巨像, Wanda to Kyozō), é um jogo eletrônico de ação-aventura desenvolvido pela SCE Japan Studio e publicado pela Sony Computer Entertainment para o PlayStation 2. O jogo foi lançado na América do Norte e no Japão em outubro de 2005 e em territórios PAL em fevereiro de 2006. Ele foi dirigido por Fumito Ueda e desenvolvido pelo International Production Studio 1, também conhecida como Team Ico; o mesmo time de desenvolvimento de Ico.
O enredo do jogo se concentra em um jovem chamado Wander, que deve viajar por uma terra proibida com o objetivo de derrotar dezesseis criaturas conhecidas simplesmente como "Colossi", para restaurar a vida de uma garota chamada Mono. O jogo é incomum dentro do gênero de ação-aventura já que não existem cidades e calabouços para serem explorados. Não existe também nenhum personagem com quem interagir e nenhum inimigo além dos Colossos para derrotar. Shadow of the Colossus foi descrito como um jogo de quebra-cabeças, já que a fraqueza de cada Colossus deve ser identificada e explorada para que ele seja derrotado.
Shadow of the Colossus é considerado como um título influente na indústria de jogos eletrônicos e um exemplo de um jogo eletrônico como forma de arte devido sua paisagem minimalista, jogabilidade envolvente e jornada emocional. Ele foi aclamado pela crítica e alcançou bons números de vendas em comparação com Ico, em parte devido a uma campanha de divulgação maior. A sua trilha sonora também foi amplamente elogiada. O jogo ganhou variados prêmios pelo seu áudio, projeto e qualidade geral. Shadow of the Colossus é também referenciado inúmeras vezes em debates sobre a qualidade de arte e perspectivas emocionais dos jogos eletrônicos. Hoje, é amplamente considerado como um dos melhores jogos eletrônicos de todos os tempos.
Uma versão remasterizada chamada The Ico & Shadow of the Colossus Collection desenvolvida pela Bluepoint Games, compilando ambos os jogos, foi lançada para PlayStation 3 em setembro de 2011, apresentando gráficos de alta definição, conteúdos anteriormente ausentes na versão norte-americana, troféus na PlayStation Network e suporte 3D. A versão remasterizada foi lançada separadamente no Japão. Um remake de Shadow of the Colossus foi lançado em fevereiro de 2018 como um exclusivo para o PlayStation 4.

## Jogabilidade

### Básico
O progresso em Shadow of the Colossus ocorre em ciclos. Começando de um ponto central em um vasto território, o jogador deve procurar e derrotar um Colossus, retornando a este mesmo ponto central logo após para repetir o processo. Para encontrar cada Colossus, Wander pode levantar sua espada em uma área iluminada pelo sol para refletir os feixes de luz, os quais vão convergir em direção ao local onde está o Colossus. O percurso a um colossus é raramente reto: trechos de terrenos variados muitas vezes exigem que um desvio seja feito ao longo do caminho. A maioria dos Colossi estão localizados em áreas remotas, como em cima de morros ou dentro de estruturas antigas.
Uma vez que o Colossus é encontrado, o jogador deve descobrir suas fraquezas para derrotá-lo. Cada Colossus habita em uma área própria e muitos só podem ser derrotados se o personagem usar o ambiente ao redor a seu favor. Cada colossus tem pelo menos um ponto fraco, indicado por um sigil brilhante que pode ser iluminado e identificado pela luz refletida da espada. Cada Colossus tem áreas cobertas com pêlos ou saliências em suas armaduras de pedra que Wander pode usar para agarrar e escalar enquanto o Colossus se agita para tentar repeli-lo. O jogador deve agir rapidamente enquanto escala um Colossus já que Wander possui uma barra limitada de resistência para agarrar-se a algo.

Wander em cima do primeiro Colossus, atacando o seu ponto-fraco. O HUD mostra a saúde e a resistência do personagem (parte inferior direita), bem como a saúde do Colossus (canto superior esquerdo).

Wander e os Colossi possuem barras de vida que indicam sua saúde restante. A saúde de um Colossus diminuirá significativamente quando seus pontos fracos forem atacados, enquanto o Wander pode ser ferido por ataques de um Colossus ou uma queda de grande altura. Ao longo do jogo, Wander está equipado com apenas uma espada e um arco e flechas, mas pode obter outras armas ao completar os desafios Time Attack.
Enquanto que os Colossi são os únicos inimigos, há animais naturais no ambiente. Apenas uma espécie, no entanto, tem efeito sobre a jogabilidade: pegando a cauda de um lagarto com a cauda branca aumenta a resistência máxima de Wander. Da mesma forma, o jogador pode encontrar frutas que aumentam a saúde máxima.

### Agro e o ambiente
Agro, a égua de Wander, desempenha um papel importante no jogo. Além de servir como um meio de transporte, a montaria é vital para derrotar alguns dos Colossi. Entretanto, há muitos ambientes que não podem ser atravessados pela égua, já que os Colossi geralmente habitam áreas em água profunda ou separadas por grandes obstáculos que devem ser escalados. Agro não pode atravessar esses obstáculos e não pode participar da batalha seguinte quando separado de Wander. Agro é referido como um macho na versão de língua inglesa do jogo, embora o diretor Fumito Ueda disse que enxergava o animal como fêmea.
O ambiente acaba sendo usado para ganhar vantagem pelo jogador com mais frequência quando o jogo progride. As duas primeiras batalhas ocorrem em áreas simples, grandes e planas, com o único objetivo de descobrir como escalar os Colossi e atacar seus pontos fracos. No entanto, a maioria das quatorze batalhas seguintes exigem que algum aspecto do campo de batalha seja usado.

## Sinopse
O jogador recebe pouca informação sobre as histórias por trás dos personagens e as suas relações uns com os outros no decorrer de Shadow of the Colossus. O jogo se passa em um mundo de fantasia, com a maioria dos eventos ocorrendo dentro de uma vasta península não povoada conhecida como a "Terra Proibida", separada do mundo exterior por uma cordilheira a seu norte e mar ao sul e leste. A presença de ruínas e outras estruturas antigas indicam que a área já foi povoada.
A região só é acessível através de uma pequena fenda nas montanhas ao norte, levando a uma enorme ponte de pedra. Esta ponte mede metade da distância da região e termina numa entrada para um grande templo chamado de "Templo de Adoração" localizado em seu centro. É, entretanto, proibido entrar na terra, que se particulariza por diversas características geográficas, como lagos, planaltos, desfiladeiros, cavernas e desertos, além de estruturas feitas pelo homem.

### Personagens

Wander em pé diante de Mono. Ambos Wander e Mono foram projetados com cabelos longos desde o início do processo de design.

O protagonista do jogo é Wander (ワンダ, Wanda, voz de Kenji Nojima), um jovem cujo objetivo é ressuscitar uma garota chamada Mono (モノ, dublada por Hitomi Nabatame). Pouco se sabe sobre Mono, a não ser que ela foi sacrificada de alguma forma porque se acreditava ter um destino amaldiçoado. Wander e Mono foram projetados com cabelos longos desde o início do processo de desenho, especificamente Mono, como um contraste a Yorda de Ico, que tinha cabelo curto. Ajudando Wander está sua égua Agro (アグロ, Aguro), que serve como sua única aliada na luta contra os Colossi. Wander também recebe ajuda de uma entidade chamada Dormin (ドルミン, Dorumin, voz de Kazuhiro Nakata e Kyōko Hikami). A história gira em torno desses personagens, mas apresenta um pequeno elenco de apoio incluindo o Lorde Emon (エモン, voz de Naoki Bandō).
Dormin é uma misteriosa entidade e sem corpo que fala com duas vozes ao mesmo tempo, uma masculina e outra feminina. Segundo a lenda do mundo do jogo, é dito que Dormin tem o poder de reviver os mortos; é por isso que Wander entra na Terra Proibida, buscando sua ajuda para reviver Mono. Dormin pede para Wander destruir os dezesseis Colossi em troca de ressuscitar a garota.
Lorde Emon é um xamã que narra uma visão na introdução do jogo, vagamente explicando a origem da terra para a qual Wander foi e enfatizando que a entrada neste local é proibida. Ele é descrito como um grande conhecedor sobre Dormin e sua contenção e sobre a habilidade de usar poderosas magias. Ele possui um pequeno grupo de guerreiros sob o seu comando e está perseguindo Wander para impedir o uso do "feitiço proibido", um ritual que envolve a destruição dos dezesseis Colossi e a restauração do poder de Dormin.
Os Colossi são criaturas enormes com armaduras e formas que variam de humanoides a animais predatórios, vivendo de acordo com o ambiente ao redor, incluindo debaixo d'água ou voando pelo céu. Seus corpos são uma fusão de partes orgânicas e inorgânicas, tais como rocha, terra, pele e elementos arquitetônicos, alguns dos quais estão fraturados ou desgastados. Alguns Colossi são pacíficos e só atacam quando provocados por Wander, enquanto outros são agressivos e atacarão logo após vê-lo. Eles não se aventuram fora de seu próprio território. Uma vez mortos, irão permanecer no local que morreram como um montículo de terra e rocha vagamente assemelhando-se ao colossus original.

### Enredo
A história de Shadow of the Colossus começa com Wander entrando na Terra Proibida, atravessando a extensa ponte na entrada montado em sua égua Agro. De acordo com Lorde Emon mais tarde no jogo, antes de entrar na terra proibida Wander tinha roubado uma espada antiga, que é a única arma capaz de matar os Colossus da Terra Proibida. Seguindo ao grande Santuário de Adoração no centro da região, Wander carrega com ele o corpo de uma garota chamada Mono. Após um momento, várias criaturas obscuras com aparência de sombras e forma humanoide se preparam para atacar Wander, mas ele facilmente os repele usando a "Espada Antiga", que emite raios de luz. Após reprimir as criaturas da sombra, a voz de uma entidade sem corpo conhecida como "Dormin" ecoa do alto, expressando surpresa que Wander possui tal espada. Wander pede que Dormin devolva a alma de Mono ao seu corpo, o qual afirma que pode ser possível com a condição de que Wander possa destruir os dezesseis ídolos que revestem a sala do templo usando a antiga espada para matar os dezesseis Colossi localizados pela região. Apesar de ser avisado por Dormin que ele tenha que pagar um alto preço para reviver Mono, Wander começa a procurar na região os Colossi para destruí-los.
O que Wander não sabe é que os Colossi contêm porções da própria essência de Dormin que foi espalhada há muito tempo para tornar a entidade impotente. Quando Wander mata cada Colossus, um fragmento de Dormin entra em seu corpo. Com o tempo, depois de matar seu oitavo Colossus, a aparência física de Wander deteriora por causa das essências que entraram em seu corpo, tornando sua pele mais pálida, seu cabelo mais escuro, e cicatrizes escuras crescem em seu rosto. Após a morte do 12º Colossus, revela-se ao jogador que Wander está sendo perseguido por um grupo de guerreiros liderados por Emon. Apressado em terminar a sua tarefa dada por Dormin, Wander logo dirige-se para derrotar o 16º e último Colossus. No caminho para este confronto, ele viaja com seu cavalo e quando chega a uma longa ponte, ela começa a desmoronar quando eles chegam à metade do caminho. No último segundo, Wander é arremessado por Agro para o outro lado, enquanto ela cai no rio, muitos metros abaixo.
Logo depois Wander derrotar o último Colossus, o grupo de guerreiros de Emon chega no Santuário de Adoração para testemunhar o último ídolo do templo desmoronar. Logo depois Wander aparece com os seus olhos e pele totalmente pálidos e dois chifres saindo de sua cabeça. Declarando que Wander foi "possuído pelos mortos", Lorde Emon ordena aos seus guerreiros que o matem, enquanto que ele tenta se aproximar de Mono um guerreiro dispara uma flecha em sua perna com uma besta, enquanto que outro o apunhala no coração com uma espada. No entanto, Emon encontra um recém-inteiro Dormin possuir o corpo de Wander e transformar seu hospedeiro em um gigante sombrio. Enquanto seus homens fogem, Lorde Emon lança a espada antiga em uma pequena piscina na parte de trás do salão do santuário para evocar um turbilhão de luz que consome Dormin e Wander. Depois de fugir com a ponte ligando-se ao templo se desmoronar atrás deles, isolando para sempre a terra proibida do resto do mundo, Emon expressa a esperança de que Wander possa ser capaz de expiar seus crimes se ele tivesse sobrevivido. De volta ao templo, Mono desperta e encontra Agro mancando no santuário com a perna traseira ferida. Mono segue Agro para a piscina em que Wander e Dormin foram puxados pelo feitiço de Emon, encontrando um menino bebê com chifres minúsculos em sua cabeça. Ela leva a criança com ela, seguindo o cavalo para níveis mais elevados do Santuário de Adoração, e chega a um jardim secreto dentro do santuário e logo após o jogo termina.

### Conexões comIco
Shadow of the Colossus foi considerado o sucessor espiritual e uma prequela de Ico. Por vários meses durante e após o lançamento do jogo, o diretor e projetista chefe Fumito Ueda afirmou que o status do jogo como uma prequela foi simplesmente uma interpretação pessoal e não necessariamente sua natureza canônica, já que ele desejava que os jogadores decidissem as especificações da história sozinhos, mas confirmou que os dois têm uma conexão. Além disso, as criaturas de sombra que aparecem no Templo de Adoração estão conectadas às sombras contra as quais o jogador deve lutar em Ico. Ambos os jogos apresentam personagens "chifrudos" como protagonistas (Wander ganha chifres no final do jogo). A "Espada da Rainha" de Ico também está disponível como um item bônus. E ambos os jogos usam uma língua fictícia.

## Desenvolvimento

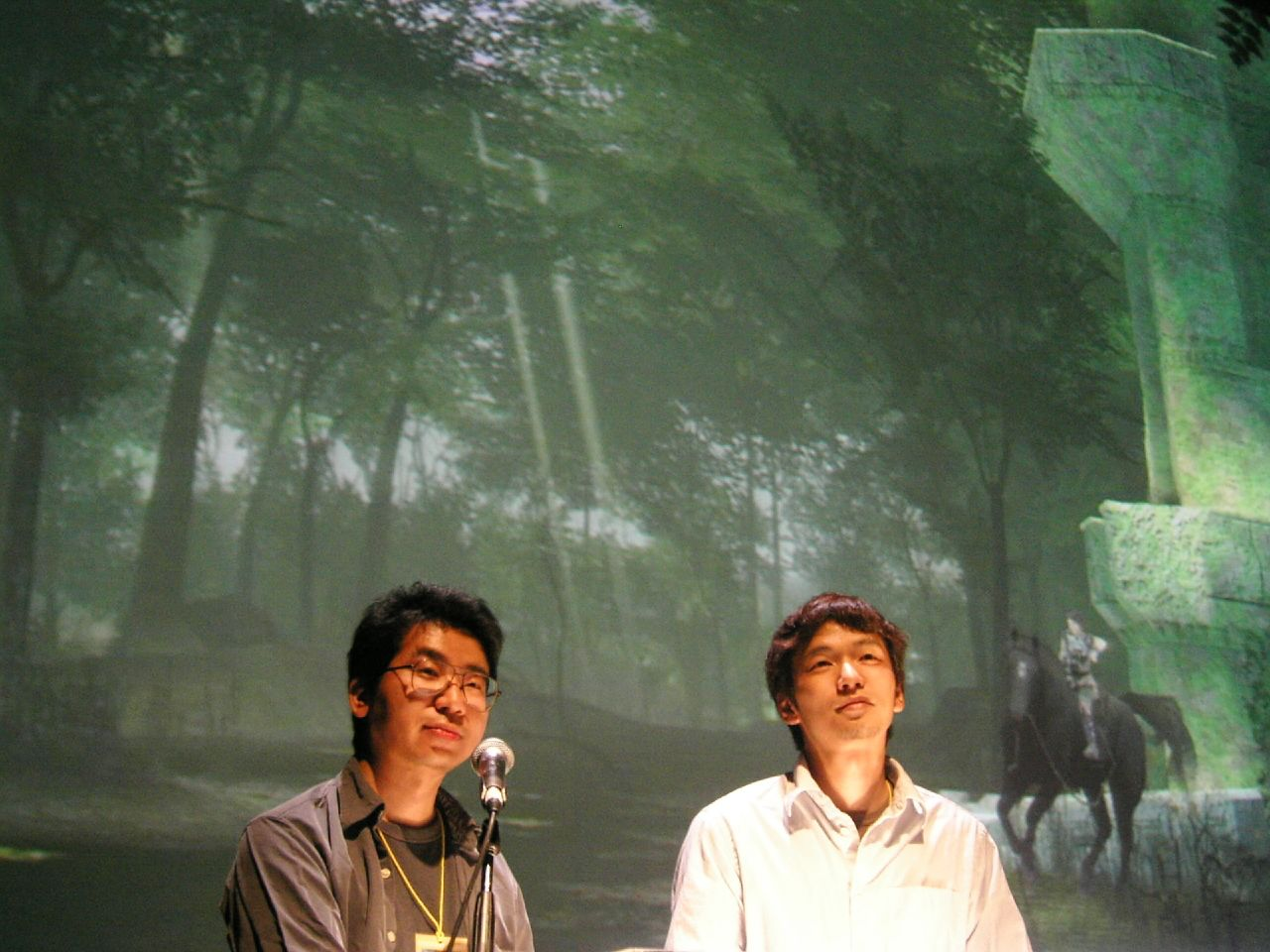
O produtor Keiji Kaido e o diretor Fumito Ueda demonstrando Shadow of the Colossus na Art Futura de 2005.

Shadow of the Colossus começou seu processo de desenvolvimento em 2002 com uma equipe de 35 pessoas que formavam a Team Ico, parte do International Production Studio 1 dentro da SCE Japan Studio da Sony Computer Entertainment. Os trabalhos se iniciaram sob o nome provisório de Nico (amálgama de Next Ico, ou "Próximo Ico") e tinham a intenção de ser uma sequência de Ico, o trabalho anterior da equipe. Uma demo tecnológica inicial foi exibida durante o D.I.C.E. Summit de 2003 que mostrava um grupo de meninos mascarados e com chifres cavalgando enquanto atacavam e derrotavam um Colossus. Entretanto, o diretor e projetista chefe Fumito Ueda afirmou na época que era mais simples reutilizar o desenho do protagonista de Ico e que ele nunca desejou explicitamente criar uma sequência do jogo anterior.
Ueda e o produtor Kenji Kaido exigiram que a equipe mantivesse um alto padrão de trabalho no decorrer de todo o desenvolvimento. Ueda era um perfeccionista e achou que apenas um ou dois de quinhentos artistas que se candidataram para trabalhar no jogo cumpriam seu critério de exigência, frequentemente exigindo mudanças minuciosas no projeto até que correspondesse à sua visão. Kaido por sua vez desafiou os programadores a usarem o conceito de física realista sobre os movimentos dos Colossi e o subsequente efeito que suas ações causariam em Wander, tanto em termos de como o personagem moveria-se e como ele poderia usar esse movimento a seu favor. Por exemplo, se um Colossus balançasse, o produtor queria que a posição de Wander mudasse realisticamente em resposta. Além disso, Kaido queria que o jogador pudesse correr por um membro do Colossus como se fosse qualquer outra superfície plana caso essa parte do corpo estivesse na horizontal. Ele chamou esses dois conceitos de "dinâmicas e reações dos jogadores" e "deformação de colisão orgânica". O motor de jogo com uma física realista que foi produzido como resultado requeria que os Colossi mais rápidos fossem também menores em tamanho.
Ueda queria que o jogo tivesse uma apresentação única e que mudasse o modo como jogadores e desenvolvedores enxergavam a ideia de como chefões deveriam ser em jogos eletrônicos. Para poder alcançar esse objetivo, o diretor garantiu que os únicos inimigos presentes fossem os dezesseis Colossi, que eles só poderiam ser enfrentados um de cada vez e que eles teriam padrões de comportamento diferentes. A limitação da presença de inimigos para apenas chefões tinha a intenção de parcialmente diferenciar o título de outros, porém Ueda também expressou que isso se deu para garantir que o foco dos programadores fosse inteiramente nos Colossi para que dessa forma suas qualidades fossem as mais altas possíveis. O diretor queria que apenas um botão do controle fosse usado única e exclusivamente para mirar nos Colossi durante as batalhas, mantendo assim o foco nos inimigos e estando de acordo com sua preferência por controles simples. Ueda citou a série The Legend of Zelda como uma influência no projeto dos chefões, chamando-os de "calabouços Zelda invertidos".
Uma das preocupações de Ueda era o tema de companheirismo entre o jogador e um parceiro controlado pela inteligência artificial. Em Ico isto era representado através do menino e a princesa Yorda, quem o jogador precisava proteger enquanto navegava pelos ambientes. Similarmente, um dos principais elementos de Shadow of the Colossus foi a relação entre Wander e sua égua, Agro. O animal ocasionalmente ignora os comandos do jogador pois ele foi pensado para ser uma representação realista de um cavalo. Como Ueda comentou: "um cavalo de verdade ... não obedece sempre. Não é como um carro ou motocicleta, ele não vira sempre que você diz 'vira!'" Entretanto, o diretor admitiu que a equipe precisou encontrar um equilíbrio sobre o quanto Agro não responde aos comandos para que não sacrificassem a jogabilidade à procura do realismo.
Todos os elementos do jogo como áudio, jogabilidade e visuais foram empregados a fim de alcançar uma atmosfera de "herói solitário", algo que Ueda considerou importante durante o desenvolvimento. A iluminação foi usada particularmente para estabelecer um clima sombrio e agourento para a terra proibida, enquanto a espada de Wander foi pensada para proporcionar um modo de navegação que fosse "direto e expressado apenas visualmente". Shadow of the Colossus utiliza um estilo de iluminação distinto, assim como Ico. O motor de jogo usa elementos como desaturação, borrões e renderização de grande alcance dinâmico, com grande ênfase em incandescências.

## Trilha sonora
Enquanto que o jogo possui uma trilha sonora extensivamente orquestral, a música só é tocada durante as cutscenes e encontros com os Colossi, com o tempo gasto no Santuário de Adoração e percorrendo a região sendo totalmente silenciosos, exceto pela presença de sons feitos pelo protagonista, sua égua  e seus arredores. O estado de mundo aberto do jogo e a falta de vida, junto com um uso limitado de músicas, auxilia a estabelecer uma atmosfera de solidão semelhante à de Ico.
Um álbum de trilha sonora contendo as músicas de Shadow of the Colossus intitulado Shadow of the Colossus: Roar of the Earth (ワンダと巨像　オリジナル サウンドトラック大地の咆哮, Wanda to Kyozō Original Soundtrack: Daichi no Hōkō). foi lançado somente no Japão em  dezembro de 2005. Atualmente não existem planos de se lançar o álbum em outros territórios. Todas as músicas foram compostas por Kō Ōtani.

## Lançamento da versão PAL
A versão PAL do jogo foi lançada em fevereiro de 2006. Muito parecido com o lançamento PAL de Ico, o jogo veio em uma pacote de papelão com várias peças de arte do jogo, além de conter quatro cartões ilustrados. O jogo também veio com um documentário de bastidores, um trailer de Ico e uma galeria de artes conceituais, acessível a partir do menu principal. A Sony Computer Entertainment também relançou Ico nos territórios PAL na época do lançamento de Shadow of the Colossus, tanto para promover o título através da reputação de Ico quanto para permitir que jogadores que não compraram Ico durante sua versão limitada original "completassem suas coleções".

## Recepção

### Vendas
Shadow of the Colossus foi um sucesso comercial, alcançando o número de 140 mil cópias vendidas na primeira semana de lançamento no Japão e alcançando o primeiro lugar na lista de mais vendidos no país. Quase 80% da expedição japonesa inicial foi vendida dentro de dois dias. Neste quesito, ele foi mais bem sucedido que Ico, que foi bem recebido pela crítica mas falhou em vender um número significante de unidades. O jogo foi colocado na lista de títulos Greatest Hits da Sony em 6 de agosto de 2006.
Ao contrário de Ico, Shadow of the Colossus recebeu muito mais exposição, em parte devido à Sony dando grande ênfase para uma ampla campanha publicitária. Ele foi anunciado em revistas de jogos, na televisão e na internet, incluindo uma campanha de marketing viral que foi lançada em outubro de 2005. O website postou links para vários websites afirmando que os restos de cinco gigantes semelhantes a certos Colossi foram descobertos em várias partes do mundo. O website já foi desativado. Alguns especulam que o número de vendas de Ico poderia ter sido maior caso um tipo de esforço semelhante a este fosse feito antes de seu lançamento.

### Crítica
Shadow of the Colossus foi bem recebido pela mídia, com uma nota média de apreciação de 91% na Game Rankings, tornando-o o 13º jogo melhor recebido por críticos em 2005. Críticos incluem a revista japonesa Famitsu, que deu ao jogo uma nota de 37/40, a revista sediada no Reino Unido Edge, que o premiou com 8/10, e a revista estadunidense Electronic Gaming Monthly, que concedeu a nota 8,8 de 10. A GameSpot deu ao jogo uma nota 8,7 comentando que "a apresentação estética do jogo é incomparável a qualquer padrão", enquanto que o site IGN o considerou "uma experiência fantástica" e "um título absolutamente obrigatório de se possuir", classificando-o com 9,7 de 10. A GameSpy o descreveu como "possivelmente o jogo mais inovativo e visualmente atraente para PS2 do ano". Um artigo de retrospectiva da Edge descreveu o jogo como "uma ficção de riqueza temática inquestionável, de poder emocional excitante, cujas qualidades fundamentais artísticas estão completamente fundidas com a sua interatividade". Dave Ciccoricco, um professor de literatura da Universidade de Otago, elogiou o jogo pelo seu uso de cenas longas e de trechos extensos de galopagem para fazer com que o jogador se envolva em uma auto-reflexão e se sinta imerso no mundo do jogo.
Vários críticos consideraram a sua trilha sonora um dos seus melhores aspectos. Em adição ao prêmio de "Trilha Sonora do Ano" dado pela Electronic Gaming Monthly, a GameSpot comentou que a trilha sonora encaminhou, e frequentemente intensificou, o humor de qualquer situação dada, enquanto que ela foi descrita como "uma das melhores trilhas sonoras de jogo de todo o sempre" por um escritor da Eurogamer.
Contudo, o jogo foi criticado pela sua taxa de frame instável, que é geralmente leve quando se percorre um campo, mas frequentemente desacelera em situações de rápido ritmo, como em batalhas contra os Colossi. A mecânica da câmera também foi alvo de críticas, sendo descrita pela GameSpy como "uma oponente igual a um Colossus" quando "tenta recentralizar a si mesmo nas piores e mais inoportunas situações". Os críticos, em geral, não chegaram a um consenso quanto à IA de Agro e aos controles; enquanto que o site Thunderbolt insistiu que o realismo do movimento e comportamento do animal tenham "criado uma experiência em um jogo distinta de qualquer outra", a Edge comenta que os controles são "brutos, desajeitados e imprevisíveis". Outros críticos, como os da Game Revolution e da GameSpot, sentiram que o jogo possuía uma curta duração, com estimados 6 a 8 horas, e pouca rejogabilidade visto os elementos de puzzle de cada batalha contra os Colossi.

### Prêmios
Shadow of the Colossus recebeu vários prêmios, incluindo reconhecimento por "Melhor Design de Personagens", "Melhor Design de Jogo", "Melhores Artes Visuais" e "Jogo do Ano", além de um dos três "Prêmios por Inovação" no Game Developers Choice Awards de 2006. No DICE de 2006, o jogo foi premiado com o "Excepcional Sucesso na Direção de Arte" na Academy of Interactive Arts & Sciences, enquanto que recebeu um dos "Prêmios Especiais de Novato" na Famitsu Awards de 2005. Ele foi indicado aos prêmios de "Melhor Trilha Sonora Original", "Melhores Gráficos Artísticos" e "Melhor Jogo para PS2", mas também "Mais Agravante Taxa de Frames" nas premiações da GameSpot de 2005, enquanto que recebeu os prêmios de "Melhor Jogo de Aventura" e "Melhor Design Artístico" nas premiações "Melhor de 2005" da IGN, que citou Agro como o melhor coadjuvante na história dos jogos eletrônicos. Dois anos após o seu lançamento, a IGN listou Shadow of the Colossus como o quarto melhor jogo para PlayStation 2 de todos os tempos. A Games Radar, um site sediado no Reino Unido, premiou Shadow of the Colossus como o "Melhor Jogo do Ano de 2006" (sendo lançado no Reino Unido no começo de 2006, mais tarde nos EUA), e ao mesmo tempo em que aparece no site "Os 100 Melhores Jogos de Sempre" listado na posição de número dez. O final do jogo foi selecionado como o quarto melhor momento em jogos eletrônicos pelos editores da GamePro em julho de 2006. Os leitores da PlayStation Official Magazine votaram em Shadow of the Colossus como o 8º maior título da PlayStation já lançado. Destructoid nomeou o jogo em primeiro lugar em sua lista dos 50 melhores jogos eletrônicos da década. A IGN listou Shadow of the Colossus como o melhor jogo de 2005, e como o segundo melhor da década, atrás de Half-Life 2. Em 2012, a revista Complex nomeou Shadow of the Colossus como o segundo melhor jogo de PlayStation 2 de todos os tempos, atrás de God of War II. Em 2015, o jogo ficou em 4º lugar na lista dos "15 Melhores Jogos Lançandos desde os anos 2000" do USgamer.

## Adaptação cinematográfica
Em abril de 2009, foi noticiado que a Sony Pictures iria adaptar Shadow of the Colossus em um filme. E que o produtor Kevin Misher estaria negociando para produzi-lo. Foi revelado também que Fumito Ueda, o criador do jogo, estará envolvido na produção do filme. Em 23 de maio de 2012, foi noticiado que o diretor de Chronicle, Josh Trank, seria o diretor da adaptação cinematográfica do jogo eletrônico. Foi noticiado também que Seth Lochhead estaria escrevendo o roteiro. Em 4 de setembro de 2014, a revista Variety noticiou que o diretor de Mama Andrés Muschietti dirigirá o filme depois que Trank desistiu devido a seu compromisso com um dos próximos filmes de história derivada de Star Wars.